# Kim Seong-mi
Kim Seong-mi (koreanisch 김성미; * 2. April 1997) ist eine südkoreanische Fußballspielerin.

## Karriere

### Vereine
Bis Februar 2023 war sie für Sejong Sportstoto aktiv, seitdem spielt sie für Incheon Hyundai Steel Red Angels.

### Nationalmannschaft
Mit der U20 nahm sie bereits an der Weltmeisterschaft 2016 teil.
Ihr Debüt für die A-Nationalmannschaft hatte sie am 17. September 2021 in der Qualifikation für die Asienmeisterschaft 2022 bei einem 12:0-Sieg über die Mongolei, wo sie zur 77. Minute für Lee Geum-min eingewechselt wurde. Nach der erfolgten Qualifikation war sie dann auch bei der Endrunde dabei und kam hier auch zu einem Einsatz.